# Municipio de Tetla de la Solidaridad
El municipio de Tetla de la Solidaridad es un municipio del Estado de Tlaxcala, México. Según el censo de 2020, tiene una población de 35,284 habitantes. Su cabecera municipal es el poblado homónimo de Tetla de la Solidaridad, conocido también como Santiago Tetla.

## Toponimia
El nombre de Tetla proviene del náhuatl y significa "lugar pedregoso" (construido sobre tetl, 'piedra', y el sufijo locativo -tlān).

## Geografía
El municipio de Tetla de la Solidaridad se localiza al centro-norte del Estado y limita con los siguientes municipios: al norte, con Tlaxco; al noreste, con Lázaro Cárdenas; al este, con Terrenate; al suroeste, con Xaloztoc; al sur, con Apizaco; al oeste, con Muñoz de Domingo Arenas; y al noroeste, con Atlangatepec.
El municipio de Tetla se encuentra enteramente en la provincia fisiográfica del Eje Neovolcánico. Mayormente se encuentra a elevaciones de entre 2400 y 2600 metros sobre el nivel del mar, con una pequeña porción alcanzando los 3000 m s. n. m. en el extremo noreste del municipio. Forma parte de la cuenca del río Zahuapan/Atoyac; parte del territorio municipal desagua también hacia la laguna de Totolcingo (8%) y el río Tecolutla (1%).
Tetla cuenta con un clima templado subhúmedo de montaña, correspondiente al clima Cwb en la clasificación climática de Köppen. La temperatura media anual es de 12 a 14 °C. El rango de precipitación es de entre 600 y 900 mm, concentrados en gran parte en la estación lluviosa (aprox. mayo a septiembre).
Una porción considerable del territorio municipal está abarcada por el pedregal de Tetla, un malpaís formado por el flujo piroclástico del volcán Coaxapo. Al tratarse de suelos delgados, inservibles para el aprovechamiento agrícola, subsiste aún gran parte de su bosque de sabino-pino-encino original. Este se conoce localmente como el "bosque enano de Tetla", debido a que su estrato arbóreo no supera los 6 metros de altura.

## Economía
Entre las principales actividades económicas del municipio se encuentra la agricultura de maíz y la ganadería. Desde la creación de la Ciudad Industrial Xicohténcatl, la industria manufacturera ha cobrado importancia económica no solo a nivel municipal, sino estatal.

## Comunidades
- Primera Sección: Actipac INFONAVIT
- Segunda Sección: Teotlalpan Tetla (cabecera municipal)
- Tercera Sección: Ocotitla
- Cuarta Sección: Chiautzingo
- Quinta Sección: Colonia Agrícola De Dolores
- Capulac
- José María Morelos y Pavón
- Plan de Ayala
- San Bartolomé Matlalohcan
- San Francisco Atexcatzingo
- San Isidro Piedras Negras
- Santa Fe La Troje
- Ciudad Industrial Xicohténcatl I[8]